# Солтан Али Хан Вазир Афкхам
Солтан Али Хан Вазир Афкхам (перс. ‎, 1867 — 1918) — иранский государственный деятель, и.о. премьер-министра Персии (1907).

## Биография
Его дедом по материнской линии был Ибрагим Хан Захир Аль-Даула, принц династии Каджар, который продолжительный период управлял провинцией Керман и основал могущественную семью Эбрахими. Весь клан Эбрахими и их подданные принадлежали к шейхской шиитской богословской школе.
В 1883 г. он присоединился к свите наследного принца Мозафереддина в качестве своего личного секретаря. С 1886 по 1889 гг. являлся назначен специальным помощником принца и управляющим его финансами. После восшествия Мозафереддина на престол в 1896 г. он был назначен главным секретарем Его Императорского Величества и Вазира Багхая (министра королевских пенсий), которую он занимал до 1903 г. 
В 1901 г. в результате дворцовых интриг на некоторое время попал в опалу и был отправлен губернатором в одну из персидских провинций, однако вскоре был возвращен к шахскому двору. 
Впоследствии его обязанности были переданы старшему сыну, Мохамаду Хасан-хану Амину Багхая. К 1901 г. ему было присвоено звание Вазира Афхама, или «самого величественного из министров» и вскоре он был одновременно назначен министром Императорского двора (Vazir i Darbar). В 1903 г. входил в группу высокопоставленных чиновников, добившихся отставке с поста главы правительства Мирзы Али Асгар Хана Амина аль-Султана.
В феврале-апреле 1907 г. он исполнял обязанности премьер-министра Персии. Был первым премьер-министром в истории Ирана, который был подотчетен Национальному собранию (меджлису), а не шаху.